# Vologas III.
Vologas III. Partski (armensko Վաղարշ), partski vladar, ki si je leta 105 v zadnjih dnevih vladanja Pakorja II. prilastil partski prestol in do leta 147 vladal v vzhodnem delu Partskega cesarstva, * ni znano, † okoli 147.
Bil je sin Vologasa II. Partskega. Med svojim vladanjem v Partiji je bil od leta 117/118 do 144 tudi  rimski vazalni kralj Armenskega kraljestva. Kot armenski kralj je vladal kot Vologas I. ali armensko Vagharš I.. 
Celotno obdobje njegovega vladanja je zaznamovala državljanska vojna. V zgodnjem obdobju se je boril za partski prestol z zakonitimi nasledniki  Pakorja II. Kosrojem I., Partamaspatom in Mitridatom IV., ki je vladal v Mezopotamiji.  Mitridat IV. je bil preobremenjen  z vojno  z Rimljani, predvsem med vojnim pohodom cesarja Trajana, zato se ni mogel odločno spopasti z Vologasom III..
Po smrti Kosroja I. okoli leta 129 je Vologas III. razširil svojo oblast nad večino partskega ozemlja in naletel na odpor Mitridata IV.. Poleg tega se je soočal z vdori nomadskih Alanov v Kapadokijo, Armenijo in Medijo, okoli leta 140 pa še z uporom neznanega uzurpatorja v Iranu. 
Po smrti Vologasa III. se je Partsko cesarstvo končno ponovno združilo pod Vologasom IV., sinom Mitridata IV.. Armensko kraljestvo je Vologas III. leta 144 iz neznanega razloga prepustil kralju Sohemu Armenskemu. 
| Vologas III. Arsakidska dinastijaRojen: ni znano Umrl: 147 |                                                      |                        |
| Vladarski nazivi                                           |                                                      |                        |
| Predhodnik: Pakor II. in Mitridat IV.                      | vladar v vzhodnem delu Partskega cesarstva 105 – 147 | Naslednik: Vologas IV. |

## Vira
- Encyclopædia Britannica, 11. izdaja, Cambridge University Press, 1911.
- Kasij Dion, lxix, 15.